# Kicker (álbum)
Kicker é o álbum de estreia da cantora e compositora norte-americana Zella Day. Foi lançado na América do Norte no dia 2 de junho de 2015 e para o resto do mundo no dia 29 de junho de 2015.
O primeiro single do álbum, Hypnotic, foi lançado oficialmente no dia 27 de fevereiro de 2015, mas já estava sendo divulgado em séries da TV americana, como The Vampire Diaries e Eye Candy.
O álbum, inicialmente, foi distribuído somente na América do Norte. O álbum debutou em #65 na Billboard 200 e #7 na Alternative Albums do USA com cerca de 8.000 cópias vendidas em sua primeira semana.

## Antecedentes
Estamos bem empolgados em trabalhar com esta jovem cantora chamada Zella Day. Nos juntamos a ela quando ela tinha apenas 15 anos. Ela veio da cena background de Nashville e não estava nem um pouco feliz com o [fato] que eles estavam tentando a fazer soar como uma Taylor Swift mais jovem

— O duo Wax falando sobre Zella em uma entrevista.
As primeiras canções do álbum começaram a ser produzidas logo depois que Zella se mudou para Las Vegas, em 2012. Sweet Ophelia, o primeiro single do EP homônimo foi descrito pela cantora como:
| “ | A letra é bem honesta. É sobre o que eu acho que as pessoas não escrevem muito, sobre tornar-se uma garota. Isso [a música] é realmente sobre algo que você não pode ter de volta. [...] A vulnerabilidade de ser uma garota. | ” |

A música foi escrita e produzida em abril de 2014 em Los Angeles. Além de Sweet Ophelia, 1965 e East Of Eden também foram produzidas durante este período pelo duo de produtores musicais da Wax Ltda formado por Wally Gagel e Xandy Barry.
Anteriormente a isso, como forma de divulgação, Zella fez um cover da canção "Seven Nation Army" do duo de rock The White Stripes. O cover alcançou a primeira posição na The Hype Machine.
Em 27 de fevereiro de 2015, Zella oficializou o álbum, revelando mais tarde a tracklist e a capa oficial do trabalho.

## Divulgação
O álbum teve sua primeira divulgação com um pequeno trecho da canção "Mustang Kids (feat. Baby E)", que foi passado na série de TV americana Teen Wolf no episódio 4 da 5º temporada em junho de 2014.Logo depois, no dia 23 de setembro de 2014  foi lançado o EP "Zella Day", com quatro canções que mais tarde fariam parte da tracklist final do Kicker, sendo elas (em ordem oficial das faixas no extended play):
1. Hypnotic
2. Sweet Ophelia
3. Compass
4. East of Eden

Por algum motivo desconhecido, "1965" não entrou na mini-gravação.
Mais tarde, em 27 de fevereiro de 2015, o álbum foi oficializado com o lançamento do videoclipe de Hypnotic, primeiro single do trabalho. Tempos depois, foram feitas as primeiras performances das canções em festivais, como no South by Southwest Festival, Orlabi's e etc.

No dia 01 de maio de 2015, como forma de ajudar na divulgação, foi lançado o primeiro single promocional, "High", tanto no Spotify como no canal oficial da cantora na rede VEVO.

No mesmo mês, foi gravado uma pequena sessão de performances acústicas das canções já liberadas, e a exclusiva "Jamenson".
Nos dias que antecederam o lançamento do álbum, pequenos trechos das canções do álbum aparecem nas redes sociais da cantora, como Twitter e Facebook, e também foram postadas no canal VEVO de Zella.

## Crítica
O álbum até o momento vem recebendo criticas mistas por parte da critica especializada. Jon Pareles, da versão digital do jornal "The New York Times" demarcou que:"Ela [Zella] canta sobre desejos e autodestruição, sobre o prazer ligado ao vicio, traição e rendição" e comparou a sua voz em certos momentos a da cantora Lana Del Rey.

No website de avaliações "Album of the Year", Kicker atualmente está com 65 pontos de 100 baseado em 2 criticas.

## Lista de Faixas
| N.º            | Título                    | Compositor(es) | Produtor(es)            | Duração |  |
| 1.             | "Jerome"                  |                | Wally Gagel Xandy Barry | 3:32    |  |
| 2.             | "High"                    |                | Wally Gagel Xandy Barry | 3:38    |  |
| 3.             | "Ace of Hearts"           |                | Wally Gagel Xandy Barry | 3:37    |  |
| 4.             | "1965"                    |                | Wally Gagel Xandy Barry | 3:38    |  |
| 5.             | "East of Eden"            |                | Wally Gagel Xandy Barry | 3:06    |  |
| 6.             | "Hypnotic"                |                | Wally Gagel Xandy Barry | 2:56    |  |
| 7.             | "Mustang Kids"            |                | Wally Gagel Xandy Barry | 3:02    |  |
| 8.             | "The Outlawy Josey Wales" |                | Wally Gagel Xandy Barry | 3:08    |  |
| 9.             | "Jameson"                 |                | Wally Gagel Xandy Barry | 3:08    |  |
| 10.            | "Shadow Preachers"        |                | Wally Gagel Xandy Barry | 2:37    |  |
| 11.            | "Sweet Ophelia"           |                | Wally Gagel Xandy Barry | 3:09    |  |
| 12.            | "Compass"                 |                | Wally Gagel Xandy Barry | 3:13    |  |
| Duração total: | Duração total:            | Duração total: | Duração total:          | 39:01   |  |

## Tabelas Musicais
| \| Tabela musical \| Melhor posição \| \| ---------------------------------------- \| -------------- \| \| Estados Unidos (Billboard 200)[186] \| 65 \| \| Estados Unidos (Alternative Albums)[187] \| 7 \| |                |
| Tabela musical | Melhor posição |
| Estados Unidos (Billboard 200)[186] | 65             |
| Estados Unidos (Alternative Albums)[187] | 7              |

## Histórico de lançamento
| País ou Região   | Data                | Formato                                     |
| ---------------- | ------------------- | ------------------------------------------- |
| Mundo            | 29 de junho de 2015 | Stream digital, Download digital            |
| Estados Unidos   | 02 de junho de 2015 | Download digital, Stream digital, CD, Vinil |
| Canadá           | 02 de junho de 2015 | Download digital, Stream digital, CD, Vinil |
| América do Norte | 02 de junho de 2015 | Download digital, Stream digital, CD, Vinil |